# Peter Pan (film fra 1924)
 For alternative betydninger, se Peter Pan (flertydig). (Se også artikler, som begynder med Peter Pan)
Peter Pan er en amerikansk stumfilm fra 1924 instrueret af Herbert Brenon.

## Medvirkende
- Betty Bronson som Peter Pan
- Ernest Torrence som Hoo
- Mary Brian som Wendy Darling
- Jack Murphy som John Darling
- Philippe De Lacy som Michael Darling
- Virginia Brown Faire som Tinker Bell
- George Ali som Nana
- Esther Ralston som Mrs. Darling